# Michael Brandsegg-Nygård
Michael Brandsegg-Nygård, född 5 oktober 2005 i Oslo, är en norsk ishockeyspelare som spelar för Grand Rapids Griffins i AHL.

## Klubbar (i urval)
- Vålerenga, Elite Hockey Ligaen (2021/2022)
- Mora IK J18, J18 Elit (2022/2023)
- Mora IK J20, J20 Nationell (2022/2023 – 2023/2024)
- Mora IK, Allsvenskan (2022/2023 – 2023/2024)
- Skellefteå AIK, SHL (2024/2025)
- Grand Rapids Griffins, AHL (2024/2025 –)